# Christian Kalkbrenner (Komponist)
Christian Kalkbrenner (* 22. September 1755 in Hannoversch Münden; † 10. August 1806 in Paris) war ein deutscher Chordirektor, Komponist und Musiktheoretiker und -historiker.

## Leben
Kalkbrenner war der Sohn des Kassler Stadtmusikus Michael Kalkbrenner. Er war als Kind mit seinem Vater nach Kassel umgezogen, wo er ab dem 15. Lebensjahr von dem Hoforganisten Johannes Becker am Pianoforte unterrichtet wurde. Zudem wurde er von Carl Joseph Rodewald (1735–1809) im Violinspiel unterwiesen. Er beschäftigte sich mit dem Studium von Partituren und den Gesetzen und dem Wesen der dramatischen Musik.
Er begann seine Laufbahn als Chorsänger bei der Französischen Oper in Kassel. Er komponierte 1777 eine vierstimmige Messe, von der er sich vom Landgrafen Friedrich II. einen Urlaub und ein Stipendium für eine zweijährige Studienreise nach Frankreich und Italien erwirken wollte. Doch seine Pläne wurden vereitelt, da sein Werk von Neidern unterdrückt wurde. Er erhielt zwar eine Besoldung von 50 Rthl., die im nächsten Jahre auf 110 erhöht wurde, doch wurde ihm ein Urlaub nicht bewilligt. Daher sandte Kalkbrenner das Werk an die philharmonische Akademie nach Bologna, die ihn 1784 zu ihrem Ehrenmitglied ernannte.

„Denen Liebhabern der Musik kündige ich hiermit 3 Sonaten für das Clavier mit Begleitung einer Violin und Basse an, welche ohnfehlbar im September heraus kommen. Der Pränumerationspreis ist 1 Rthlr. die Louisd'or à 5 Rthlr; und bleibt der Termin bis gegen die Mitte August offen.
Weit entfernt dem musikalischen Publico vieles zum Lobe dieser Sonaten zu sagen, kann ich mir wohl, mit einiger Zuversicht, auf die gütige Aufnahme derselben Hofnung machen. Druck und Papie soll so gut und korrekt, als nur möglich, von mir selbst besorgt werden. Diejenigen Freunde der Musik, welche für mich zu kolligieren die Gewogenheit haben wollen, erhalten, außer meiner Erkäntlichkeit Ihnen in ähnlichen Fällen wieder zu dienen, das 10te Exemplar frey; doch bitte ich  die Briefe franco einzusenden. Cassel den 1. Junii 1782.
Christian Kalkbrenner, Fürstl. Heßischer Hof- und Kammer-Musikus.“

1788 wurde Kalkbrenner Kapellmeister der preußischen Königin Friederike von Hessen-Darmstadt in Berlin und 1790 des Prinzen Heinrich von Preußen in Rheinsberg. Anschließend ging er 1796 nach Neapel und von dort nach Paris, wo er seit 1799 als Chordirektor und Gesangslehrer an der Großen Oper angestellt war. Er erlernte das Klavierspiel unter anderem bei Muzio Clementi. Im Jahr 1800 gewann er in Paris einen Preis für Harmonika- und Pianofortespiel.

## Familie
Kalkbrenner heiratete 1784 Anna Martha (geborene Weber) die Witwe des in Amerika verstorbenen Ingenieurkapitäns Heinrich Jakob Martin (1740–1780), eine Tochter des Kasseler Hofrats von Weber.
- Friedrich Kalkbrenner (1788–1849), der deutsch-französische Komponist und Pianist, wurde während der Reise seiner Eltern von Kassel nach Berlin geboren und in Paris und Wien ausgebildet. Er war mit einer Tochter des Generals d’Estaing, einer Großnichte des gleichnamigen Admirals Charles Henri d’Estaing verheiratet und hatte einen Sohn.
  - Artur Kalkbrenner (um 1828/1830–24. Januar 1869), der das Talent seines Vaters geerbt hatte und ebenfalls Musiker und Komponist wurde. Dieser vermachte er von Baron von Taylor gegründeten Gesellschaft der Musiker testamentarisch ein Legat von 120000 Francs.[9]

## Werke (Auswahl)
Kalkbrenner hinterließ eine unvollendete Abhandlung zur Geschichte der Musik und eine große Anzahl von Kompositionen, bestehend aus Messen, Opern, Klaviersonaten und Liedern und betätigte sich auch als Arrangeur von Werken anderer Künstler, beispielsweise für das Oratorium La Prise de Jéricho.
- Trois Sonates pour clavecin ou le piano forte accompagné es d’un Violon et d’une basse. Orphelins, Kassel 1782.
- Sammlung von Arien und Liedern. Kassel 1785.
- Theorie der Tonsetzkunst. Teil 1, Hummel, Berlin 1789.
- Kurzer Abriss der Geschichte er Tonkunst, zum Vergnügen der Liebhaber der Musik. Berlin 1792.
- Olympie. Oper in 3 Akten. Text von Nicolas François Guillard (nach Voltaire). Musik von Kalkbrenner. Uraufführung am 18. Dezember 1798.
- Histoire de la musique. Band 1 und 2, Amand Koenig, Paris 1802.
- Traite d’harmonie et de composition par Fr. Xavler Richter, revu, corrige, augmente et publie etc. Paris 1804 (Französische Ausgabe der Kompositionslehre. Franz Xaver Richters).
- Oenone. Eine Oper in 2 Akten. Text von Monsier Le Bailly, Musik von Kalkbrenner (vollendet von seinem Sohn). Uraufführung Postum am 26. Mai 1812.
- weitere Opern Democrite, La venue de Malabar, Pygmalion